# ヴィオレット・ヴェルディ

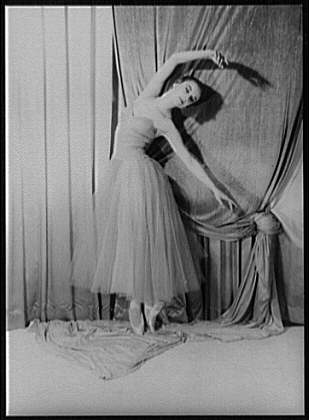
セレナーデを踊るヴィオレット・ヴェルディ。カール・ヴァン・ヴェクテン撮影（1961年）

ヴィオレット・ヴェルディ（Violette Verdy、本名ネリー・ギヨーム（Nelly Guillerm）、1933年12月1日ポン＝ラベ－2016年2月8日）はフランスのバレエダンサー・バレエ指導者である。1970年後半にダンサーを引退した後はダンス・カンパニーの監督等として活躍した。

## 経歴
幼少期からバレエを始め、パリでルーサンヌ夫人とヴィクトール・グソフスキーに学ぶ。1945年に設立されたローラン・プティのバレエ・デ・シャンゼリゼにソリストとして参加。その後、バレエ・デ・パリ（1950年設立、1953年–1954年）、ロンドン・フェスティバル・バレエ（1954年–1955年）、ミラノのスカラ座（1955年–1956年）、アメリカン・バレエ・シアター（1956年–1957年）で踊る。キャリアの長きにわたりニューヨーク・シティ・バレエ団（NYCB）のプリンシパル・ダンサーを務めた（1958年-1977年）。NYCB在籍中、ジョージ・バランシンはヴェルディのために多くの役を創作した。その代表的な物に「ジュエルズ」のエメラルド、「チャイコフスキー・パ・ド・ドゥ」、「泉」、「ソナチネ」がある。また、ジェローム・ロビンズの「ダンシズ・アット・ア・ギャザリング」、「イン・ザ・ナイト」も彼女のために振り付けられた作品である。
音楽と調和したクリアなダンスが特徴で、最高のバランシン・ダンサーの一人とされている。バランシンは、ヴェルディについて「とても雄弁な脚を持っている。脚で物を語る」と評した。
NYCB引退後、パリ・オペラ座バレエ団芸術監督に就任。1980年には、ボストン・バレエの共同監督となった。その後、インディアナ大学ブルーミントン校において音楽（バレエ）の特別教授、フィラデルフィアのザ・ロック・スクールでアーティスティック・アドバイザーを務めている。
ヴェルディは、フランスのレジオンドヌール勲章（シュヴァリエ）を、2009年6月15日にパリ・オペラ座ガルニエ宮で行われた私的なセレモニーで、ボルドー・オペラ座総監督であるティエリー・フーケから授与された。ほか、多くの記事の執筆や雑誌への寄稿も行っており、著書にマーシャ・ブラウンがイラストを描いた子供のためのバレエ本「Of Swans, Sugarplums, and Satin Slippers」（白鳥、こんぺい糖、そしてサテンの靴のこと）がある。
2016年2月9日、パリ・オペラ座はヴェルディが居住先のアメリカ合衆国で8日に死去したことを発表した。

## 映像
- Violette Verdi (vaimusic.com) - YouTube （チャイコフスキー・パ・ド・ドゥのヴァリアシオン、2：15-）